# Limba erzeană
Limba erzeană (эрзянь кель, erźań keľ) este o  limbă fino-ugrică, din grupurile finice de pe Volga, subgrupul mordvin; limba erzeană este una dintre cele trei limbi oficiale ale Republicii Mordovia, împreună cu mokșana și cu rusa. 

## Situația sociolingvistică
Deoarece mulți rezidenți ai Republicii Mordovia au afirmat că au cunoștințe de limba mordvină în recensământ, fără să precizeze dacă este vorba de mokșană sau de erzeană, numărul exact de vorbitori de erzeană este dificil de precizat. Baza de date a sitului Ethnologue  prezintă următorul număr de vorbitori de erzeană: 119.330 de persoane răspândite în lumea întreagă, 36.700 de persoane în Rusia (conform recensământului din 2010). 
Potrivit Comitetului Rus de Statistică, mordvinii ar fi în număr de 843.350 (inclusiv: mokșană - 49,6 mii de persoane, erzeană - 84,4 mii de persoane). 
Limba erzeană este menționată în lista limbilor pe cale de dispariție sau aproape de dispariție. 

### Situare
Aproximativ 28% dintre vorbitorii nativi trăiesc în Republica Mordovia, restul trăiesc în grupuri compacte din Rusia și fostele republici sovietice. 

### Bilingvism
(Date generale pentru limbile mokșană și erzeană). Numărul total al bilingvilor este de 696.369 dintre care 306.109 bărbați și 389.982 femei; 69% dintre vorbitorii din Mordovia consideră ca limbă maternă mordvina, și doar 30,8% limba rusă. 

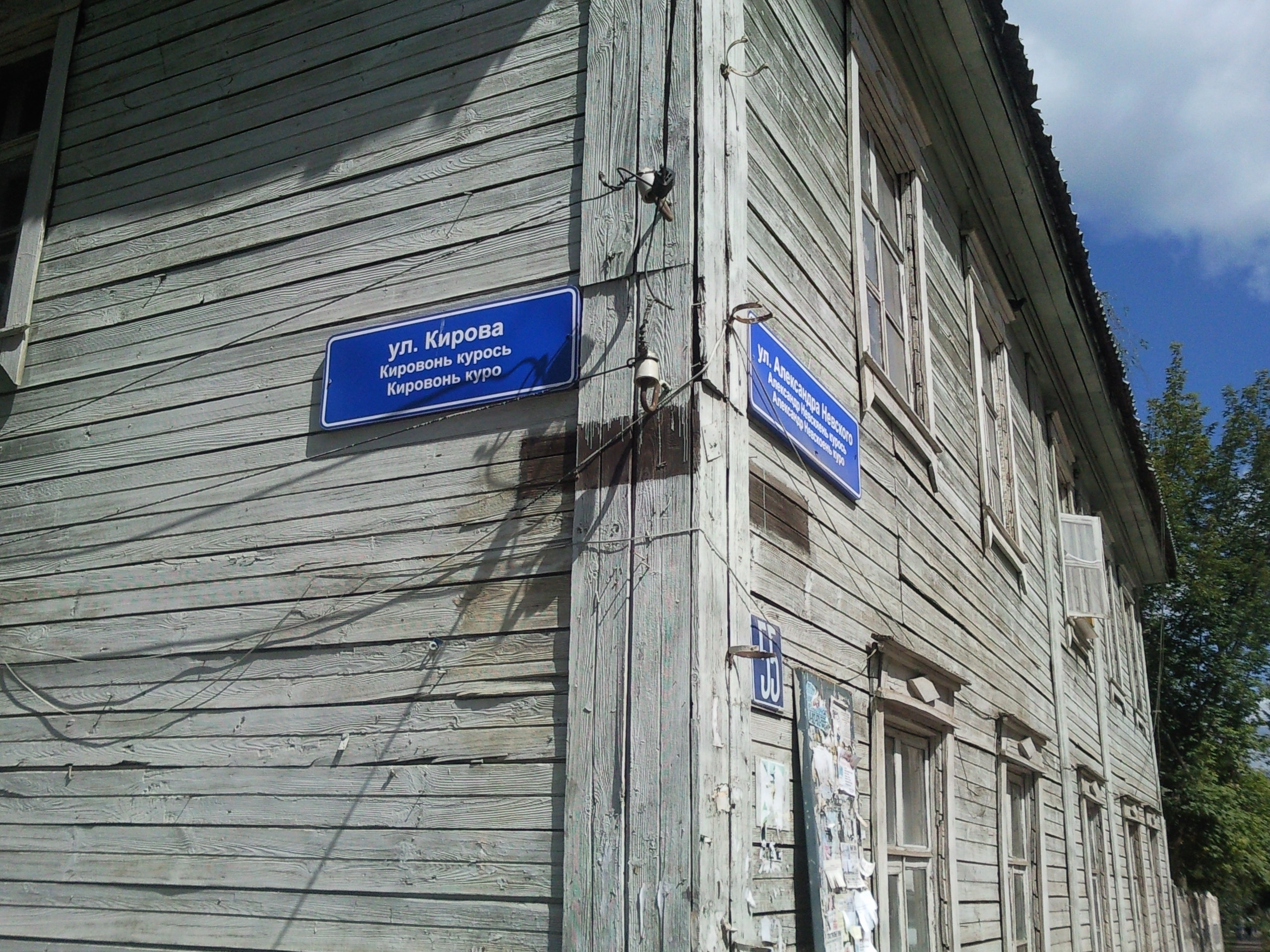
Colț de stradă din Saransk, indicând numele străzii în cele trei limbi oficiale ale Mordoviei: rusă, mokșană și erzeană.

## Scrierea
Principalele perioade ale istoriei limbii erzene: 
- Preerzeană - începutul secolelor X-XI până la sfârșitul secolului al XVII-lea;
- Erzeana veche - secolele XVIII-XIX.
- Erzeana modernă - din secolul XIX până în zilele noastre.

Prima perioadă a istoriei limbii erzene este nescrisă. Apariția primului monument scris datează de la sfârșitul secolului al XVII-lea, primele texte coerente (traduse) din limba erzeană au fost create în a doua jumătate a secolului al XVIII-lea. Înainte de a se alătura statului rus în secolul al XV-lea, erzenii nu aveau propriile lor scrieri. Apariția scrierii erzene pe baza alfabetului chirilic este asociată cu creștinarea popoarelor din regiunea Volga în secolul al XVIII-lea. Scrisul se baza pe normele de scriere a limbii ruse. Crearea sa a fost dictată exclusiv de traducerea și lucrarea lexicografică necesară creării de texte sacre. Pentru botez au fost create dicționarele bilingve ale episcopilor Damaskin, Pallas și alții. Dicționarele lui Damaskin (1785) și al lui Pallas ("Dicționar comparativ al tuturor limbilor și graiurilor ordonate alfabetic", 1790 și 1791) au făcut parte din marele plan al Ecaterinei a II-a, care dorea să creeze câte un dicționar bilingv pentru fiecare etnie din Imperiul Țarist. 